# 米戈利

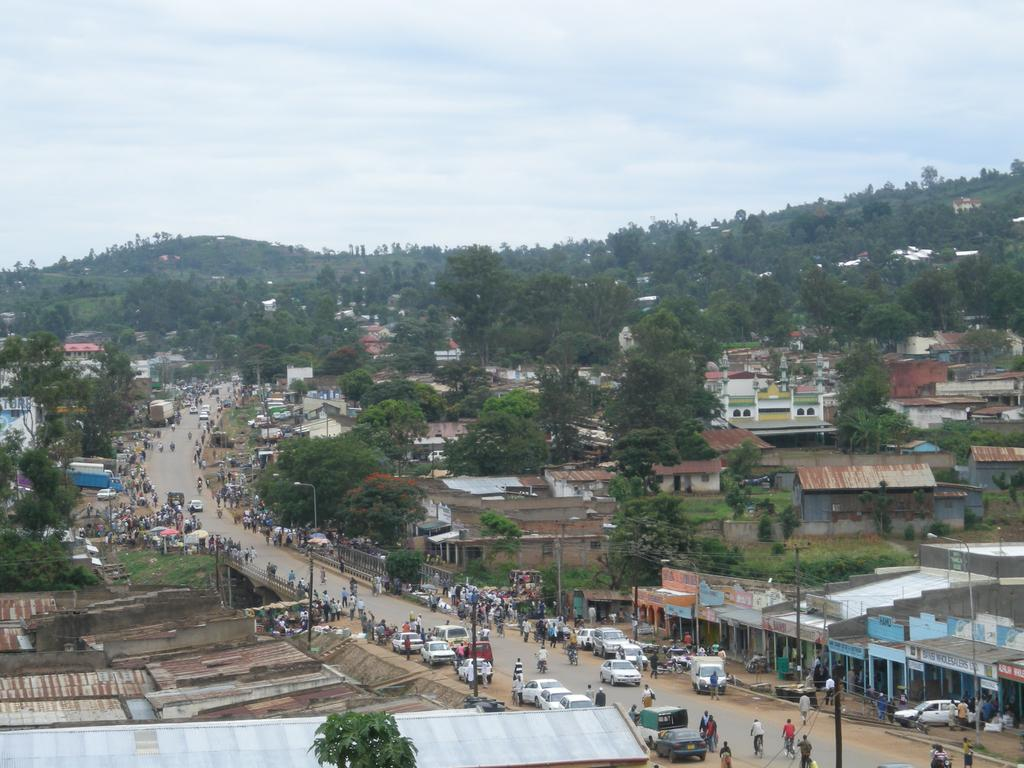
米戈利

米戈利，是肯尼亞的城鎮，位於該國西南部，由尼揚扎省負責管轄，是米戈利郡的首府，處於基西以南63公里、坦桑尼亞以北22公里，海拔高度1,323米，1999年人口46,576。